# Фалоппіо
Фалоппіо (італ. Faloppio) — муніципалітет в Італії, у регіоні Ломбардія, провінція Комо.
Фалоппіо розташоване на відстані близько 520 км на північний захід від Рима, 45 км на північний захід від Мілана, 10 км на захід від Комо.
Населення — 4629 осіб (2014).
Щорічний фестиваль відбувається 25 січня. 

## Демографія
Населення за роками:

Станом на 1 січня 2023 року в муніципалітеті офіційно проживали 184 іноземці з 41 країни, серед них 35 громадян країн Євросоюзу та 16 громадян України.

## Сусідні муніципалітети
- Альбіоло
- Кольверде
- Ольджате-Комаско
- Уджате-Тревано